# Konkurs Piosenki Eurowizji 1960
5. Konkurs Piosenki Eurowizji został rozegrany we wtorek, 29 marca 1960 w Royal Festival Hall w Londynie. Organizatorem konkursu był brytyjski nadawca publiczny British Broadcasting Corporation (BBC). Koncert poprowadziła dziennikarka telewizyjna Katie Boyle.
Finał konkursu wygrała Jacqueline Boyer, reprezentantka Francji z piosenką „Tom Pillibi” autorstwa André’a Poppa i Pierre’a Coura, za którą otrzymała łącznie 32 punkty.

## Lokalizacja
Od 1957 obowiązuje zasada, że kraj, którego reprezentant wygra finał konkursu, ma pierwszeństwo w organizacji następnej koncertu finałowego. Pomimo zwycięstwa Holandii w konkursie w 1959, krajowy nadawca Nederlandse Omroep Stichting (NOS) zrezygnował z funkcji organizacji widowiska. Odpowiedzialność za zorganizowanie 5. Konkursu Piosenki Eurowizji przypadła brytyjskiemu nadawcy British Broadcasting Corporation (BBC).
Telewizja przygotowała koncert w mieszczącej prawie trzy tysiące miejsc Royal Festival Hall wybudowanej w dzielnicy South Bank niedaleko Tamizy w Londynie.

## Przebieg konkursu
Dyrygenci

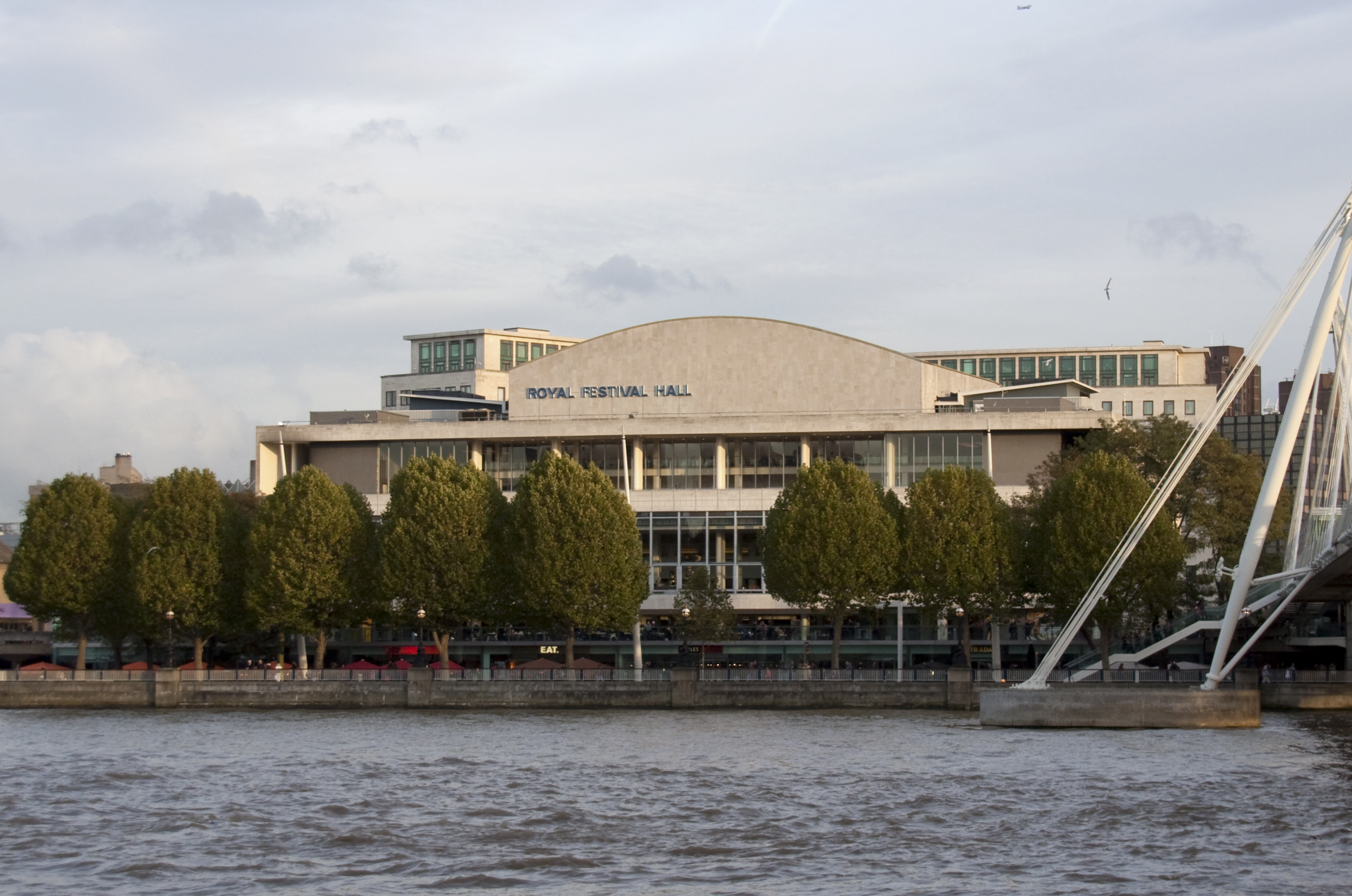
Royal Festival Hall

Każdemu reprezentantowi towarzyszyła orkiestra, którą kierował wyznaczony przez kraj dyrygent. Głównym dyrygentem konkursu był Eric Robinson. W 1960 dyrygentami byli:

- Eric Robinson:
  - Wielka Brytania
  - Luksemburg

- Thore Ehrling
  - Szwecja

- Kai Mortensen
  - Dania

- Henri Segers
  - Belgia

- Cinico Angelini
  - Włochy

- Dolf van der Linden
  - Holandia

- Øivind Bergh
  - Norwegia

- Robert Stolz
  - Austria

- Raymond Lefèvre
  - Monako

- Cédric Dumont
  - Szwajcaria

- Franck Pourcel
  - Francja

- Franz Josef Breuer
  - Niemcy

## Kraje uczestniczące
Na konkursie w 1960 wzięło udział 13 krajów, w tym debiutująca Norwegia oraz nadawca z Luksemburga, który powrócił do stawki konkursowej po rocznej przerwie.
Powracający artyści
Podczas 5. Konkursu Piosenki Eurowizji po raz trzeci w stawce konkursowej znalazł się Fud Leclerc, który wcześniej reprezentował Belgię podczas koncertów finałowych w konkursie w 1956 i 1958.

## Wyniki

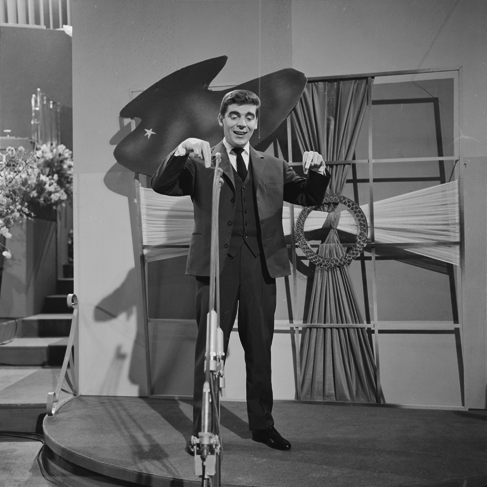
Fud Leclerc podczas występu w konkursie (1958)

Finał
| Lp. | Kraj            | Język        | Artysta          | Piosenka                     | Miejsce | Punkty |
| --- | --------------- | ------------ | ---------------- | ---------------------------- | ------- | ------ |
| 1   | Wielka Brytania | angielski    | Bryan Johnson    | „Looking High, High, High”   | 2       | 25     |
| 2   | Szwecja         | szwedzki     | Siw Malmkvist    | „Alla andra får varann”      | 10      | 4      |
| 3   | Luksemburg      | luksemburski | Camillo Felgen   | „So laang we's du do bast”   | 13      | 1      |
| 4   | Dania           | duński       | Katy Bødtger     | „Det var en yndig tid”       | 10      | 4      |
| 5   | Belgia          | francuski    | Fud Leclerc      | „Mon amour pour toi”         | 6       | 9      |
| 6   | Norwegia        | norweski     | Nora Brockstedt  | „Voi-Voi”                    | 4       | 11     |
| 7   | Austria         | niemiecki    | Harry Winter     | „Du hast mich so fasziniert” | 7       | 6      |
| 8   | Monako          | francuski    | François Deguelt | „Ce soir-là”                 | 3       | 15     |
| 9   | Szwajcaria      | włoski       | Anita Traversi   | „Cielo e terra”              | 8       | 5      |
| 10  | Holandia        | niderlandzki | Rudi Carrell     | „Wat een geluk”              | 12      | 2      |
| 11  | RFN             | niemiecki    | Wyn Hoop         | „Bonne nuit, ma chérie”      | 4       | 11     |
| 12  | Włochy          | włoski       | Renato Rascel    | „Romantica”                  | 8       | 5      |
| 13  | Francja         | francuski    | Jacqueline Boyer | „Tom Pillibi”                | 1       | 32     |

Legenda:
     1. miejsce
Tabela punktacyjna finału
|                                                    |                 | Jury       | Jury  | Jury   | Jury     | Jury    | Jury   | Jury       | Jury     | Jury   | Jury   | Jury    | Jury | Jury |
| Wielka Brytania                                    | Szwecja         | Luksemburg | Dania | Belgia | Norwegia | Austria | Monako | Szwajcaria | Holandia | Niemcy | Włochy | Francja |      |      |
| -------------------------------------------------- | --------------- | ---------- | ----- | ------ | -------- | ------- | ------ | ---------- | -------- | ------ | ------ | ------- | ---- | ---- |
| Uczestnicy konkursu                                | Wielka Brytania |            | 1     | 5      |          | 1       | 2      | 3          | 1        | 4      | 5      | 1       | 2    |      |
| Uczestnicy konkursu                                | Szwecja         |            |       |        |          |         |        |            |          |        | 1      |         | 1    | 2    |
| Uczestnicy konkursu                                | Luksemburg      |            |       |        |          |         |        |            |          |        |        |         | 1    |      |
| Uczestnicy konkursu                                | Dania           | 1          |       | 1      |          |         | 2      |            |          |        |        |         |      |      |
| Uczestnicy konkursu                                | Belgia          |            | 4     |        |          |         |        | 1          |          |        |        | 1       | 3    |      |
| Uczestnicy konkursu                                | Norwegia        | 1          |       |        | 2        | 1       |        | 1          |          | 4      | 1      |         |      | 1    |
| Uczestnicy konkursu                                | Austria         | 2          |       |        | 2        | 1       |        |            |          |        |        |         | 1    |      |
| Uczestnicy konkursu                                | Monako          | 1          |       | 1      | 2        |         |        |            |          | 1      |        | 7       |      | 3    |
| Uczestnicy konkursu                                | Szwajcaria      |            |       | 1      |          |         | 1      | 2          |          |        |        |         | 1    |      |
| Uczestnicy konkursu                                | Holandia        |            |       |        |          | 1       |        |            |          |        |        |         | 1    |      |
| Uczestnicy konkursu                                | Niemcy          |            | 1     |        |          | 2       |        | 2          | 2        |        |        |         |      | 4    |
| Uczestnicy konkursu                                | Włochy          |            |       | 1      |          | 1       |        |            | 2        |        | 1      |         |      |      |
| Uczestnicy konkursu                                | Francja         | 5          | 4     | 1      | 4        | 3       | 5      | 1          | 5        | 1      | 2      | 1       |      |      |
| KRAJE UPORZĄDKOWANE WEDŁUG KOLEJNOŚCI WYSTĘPOWANIA |                 |            |       |        |          |         |        |            |          |        |        |         |      |      |

## Międzynarodowi nadawcy i głosowanie
Spis poniżej przedstawia kolejność głosowania poszczególnych krajów w 1960 wraz z nazwiskami sekretarzy, którzy przekazywali punkty od swojego państwa. Ponadto każdy z nadawców miał swojego lokalnego komentatora, który relacjonował w ojczystym języku przebieg konkursu. Nazwiska każdego z nich również są podane poniżej
Kolejność głosowania i krajowi sekretarze
1. Francja – nieznany
2. Włochy – Enzo Tortora
3. Niemcy – nieznany
4. Holandia – Siebe van der Zee[7]
5. Szwajcaria – Boris Acquadro
6. Monako – nieznany
7. Austria – nieznany
8. Norwegia – Kari Borg Mannsåker
9. Belgia – Arlette Vincent
10. Dania – Bent Henius
11. Luksemburg – nieznany
12. Szwecja – Tage Danielsson
13. Wielka Brytania – Nick Burrell-Davis[8]

Komentatorzy
- Austria – Emil Kollpacher (ORF)
- Belgia – Nic Bal (NIR), Georges Désir (INR)[8]
- Dania – Sejr Volmer-Sørensen (Statsradiofonien TV)
- Finlandia – Aarno Walli (Suomen Televisio)
- Francja – Pierre Tchernia (RTF)
- Holandia – Piet te Nuyl[9] (NTS)
- Luksemburg – Jacques Navadic (Télé-Luxembourg)
- Monako – Pierre Tchernia (Télé Monte Carlo)
- Niemcy – Wolf Mittler (Deutsches Fernsehen)
- Szwajcaria – Theodor Haller (TV DRS), Georges Hardy (TSR)
- Szwecja – Jan Gabrielsson[10]
- Włochy – Giorgio Porro (Programma Nazionale)
- Wielka Brytania – David Jacobs (BBC Television Service), Pete Murray (BBC Light Programme)